# La Maison verte (roman)
Pour les articles homonymes, voir Maison verte.
La Maison verte (titre original en espagnol : La casa verde) est un roman de l'écrivain péruvien et espagnol Mario Vargas Llosa publié en 1965. 

Paru trois ans après La Ville et les Chiens, couronné également par des prix littéraires importants, La Maison verte est un des romans les plus marquants du Boom latino-américain. 

## Contexte: le témoignage de Mario Vargas Llosa
- Dans Historia secreta de una novela[2] (1968-1971) Mario Vargas Llosa donne des informations sur ses sources d'inspiration pour La Maison verte, en particulier sur les lieux et le contexte social et politique. L'écrivain a passé une partie de son enfance (à partir de 1945) à Piura, une ville à proximité de la côte nord (Pacifique) du Pérou[3], non loin de l'Équateur (au nord), mais à près de 1000 km de la capitale, Lima (au sud) : Piura est « une ville assiégée par des étendues de sable ». Le deuxième lieu du roman est « un minuscule comptoir de la région amazonienne appelé Santa María de Nieva (es) » situé sur les rives  du Río Nieva et du Río Marañón (es) qui est le « troisième lieu, mobile » ; ce fleuve coule d'ouest en est, vers Iquitos (à 1000 km de Piura, jadis capitale péruvienne du caoutchouc en Amazonie).
- La ville, la Maison verte, les Mangaches.  Plusieurs éléments vécus ou vus à Piura ont marqué l'imaginaire de l'écrivain :  « Les bébés ne venaient pas de Paris [transportés par] de blanches cigognes » ; cette découverte est associée à une  « construction rustique [...] sur l'autre rive du fleuve, [...] entièrement peinte en vert, couleur inattendue » ; ce lieu était interdit aux enfants, mais ceux-ci allaient l'espionner et ils découvraient les  « nombreuses visites et, curieusement uniquement masculines  [...], nous reconnaissions nos oncles, nos frères, nos propres pères ». L'autre  « quartier misérable » de Piura, « le plus gai et le plus original », était « La Mangacheria » ; les Mangaches, descendants des esclaves malgaches et africains, « haïssaient les policiers ».
- L'Amazonie, la Mission. Vers 1957, l'écrivain voyage en Amazonie avec un anthropologue philanthrope qui lui fait découvrir une région  « écartée à cause du manque de communications », où  « la vie était pour les Péruviens quelque chose d'arriéré et féroce ; violence et injustice primaient, [non de façon  « raffinée » comme à Lima, mais] sur un mode immédiat et éhonté ». Les religieuses missionnaires y éduquaient des petites filles huambisas et aguarunas qu'elles enlevaient contre leur gré à leurs familles ; les « bonnes mères » croyaient « civiliser des petites païennes » ; en fait, elles obtenaient « exactement le contraire » : ces petites filles étaient confiées « aux représentants de la civilisation qui passaient (officiers, commerçants, ingénieurs, techniciens) » ; ainsi arrachées à  « la Selva », elles devenaient,  « c'était prévisible, cuisinières, bonnes dans les bas-fonds des quartiers populaires ou dans les "maisons vertes" ».
- Violence et exploitation. L'écrivain rappelle aussi le contexte social et politique de l'époque, troublé et violent. Ainsi il cite l'histoire de « Jum, le maire [d'un] village » qui fut fouetté et torturé en public sur une accusation de complicité de vol aux dépens d'Aguarunas, en fait sur ordre du lieutenant-gouverneur ; en effet, Jum avait un projet de coopérative agricole « pour [permettre aux Aragunas d'] échapper à la domination des "patrons" qui contrôlaient le commerce du caoutchouc et des peaux dans la région. » L'écrivain évoque aussi les aventures prêtées à Tushia, un Japonais, dont on ne sait si c'était une victime des « [persécutions] durant la seconde guerre mondiale » ou un bandit, « trouble seigneur féodal [attaquant et volant] les communautés aragunas et huambisas. »
- « Barbarie et matériel de narration ». Déclaration de Mario Vargas  Llosa après ces évocations : « D'un côté, toute cette barbarie me rendait furieux : elle rendait patents le retard, l'injustice et l'inculture de mon pays. De l'autre, elle me fascinait : quel formidable matériel de narration. »

## Argument
L'argument du roman est bâti sur trois histoires principales qui entremêlent les époques (sur une longue période de 40 ans) et les lieux : la ville de Piura, un territoire amazonien autour du comptoir Santa María de Nieva et le fleuve Marañón. Se croisent ainsi les destinées de nombreux personnages, le roman étant structuré autour des récits des vies de Don Anselmo, de Lituma et Bonifacia, de Fuscia et Aqulino, de Lalita et de la Chunga.
- À Piura arrive un jour un étranger, Don Anselmo, qui sympathise avec la population, en particulier avec les Mangaches et un groupe de copains viveurs, machistes[5] et uristes[6], les "Indomptables" ; parmi eux, "l'homme aux deux visages", Lituma.

Quand il est devenu un personnage familier, Don Anselmo fait construire une maison qu'il fait peindre en vert. Il y installe des "pensionnaires" que viennent fréquenter de nombreux hommes de Piura (parmi eux, le Dr Pedro Zevallos). La "Maison verte" provoque la colère des vertueux et du curé, le Père Garcia. Un jour, une manifestation dégénère, la "Maison verte" est incendiée. On sauve de justesse la petite fille de Don Anselmo, "La Chunga". Déclassé, Don Anselmo devient "Le Harpiste", un musicien ambulant qui sera l'employé de sa fille quand, beaucoup plus tard, celle-ci recrée une seconde "Maison verte". 
- En Amazonie, à Santa María de Nieva, se croisent des religieuses, des indigènes aguarunas et huambisas, des représentants de l'autorité (le Gouverneur, des soldats et des gardes civils), des marchands de caoutchouc et des trafiquants.

Les soldats enlèvent des petites filles et les religieuses les éduquent pour les arracher au "paganisme" et en faire des "chrétiennes". Parmi celles-ci, Bonifacia (une fille de chef ?), très indépendante : elle aide des jeunes filles à s'enfuir. Elle est renvoyée ; elle devient la femme de chambre d'un déserteur de l'armée, Adrian Nieves et sa femme Lalita. Puis elle est recueillie par le "Sergent" (Lituma devenu policier dans la Garde Civile) qui l'épouse. Quand le Sergent est emprisonné à la suite d'une "roulette russe" qui a mal tourné pour son adversaire (Séminario, un riche propriétaire), Bonifacia devient la maîtresse de Josefino, un copain de Lituma. Puis elle sera "La Sauvage", une employée de la seconde "Maison verte" ; elle entretient alors les "Indomptables". 
- Auprès de Santa María de Nieva vivent des Aguarunas cueilleurs (ils récoltent du caoutchouc) et chasseurs (ils récupèrent les peaux). Les marchands de caoutchouc et de peausserie leur achètent leurs produits à des prix infimes.

Quand un chef aguaruna de Urakusa, Jum, veut organiser les Aguarunas pour vendre les produits à leur vrai prix, le Gouverneur, Don Julio Reátegui, le fait torturer (fouet) pour servir d'exemple et imposer les prix des "Patrons". Non vaincu, Jum reviendra régulièrement montrer ses cicatrices et réclamer ce qui est dû à son peuple. 

Des trafiquants circulent dans la forêt pour acheter ou voler les boules de caoutchouc récolté, quand les prix ont monté à cause de la Seconde Guerre mondiale, car la vente de caoutchouc est interdite vers les Allemands ou les Japonais. 

Parmi ces "bandits-trafiquants", il y a Fuschia, Brésilien d'origine japonaise. Il fait à la fois du commerce et/ou commet des exactions avec sa bande. Il commence sa carrière avec Lalita, puis, quand celle-ci ne supporte plus la violence de son compagnon, elle le quitte pour le pilote déserteur Nieves ; quand celui-ci est arrêté, elle devient la femme d'un autre soldat, "Le Gros". Plus tard, Fuschia est très recherché par la police et l'armée, et le roman suit son long parcours sur la rivière Santiago (un affluent du Rio Marañón) où, devenu vieux et malade (lèpre ?), il se cache grâce à un fidèle compagnon, Aquilino.

## Commentaires
- À la sortie du roman, l'écrivain et philosophe suisse Henri-Charles Tauxe  écrivait : « La Maison verte de Mario Vargas Llosa [...] constitue un témoignage particulièrement éloquent de la vivacité toujours renaissante du roman. Cette œuvre dense, où se déploie un tourbillon de vie d’une intensité peu commune, vaut aussi bien par son contenu fascinant que par la rigueur très modernisante de la construction. [...] Un roman comme La Maison verte s’impose [...] autant par son ordonnance savante, sa texture très concertée, que par un souffle d’invention étonnant, qui anime un univers vous empoignant dès les premières lignes, univers envoûtant, passionné, débordant, comme la forêt vierge où se débattent fréquemment les personnages du récit. [La] vision englobante du romancier rend illusoire tout "résumé" de l’intrigue. Les personnages ne sont d’ailleurs pas repliés sur leurs petites histoires [...]. Ces missionnaires, ces soldats, ces indigènes, ces marchands, ces aventuriers jouent leur rôle à l’intérieur d’un vaste drame, où la présence du fleuve Marañón et la toute-puissante végétation composent davantage qu’un simple décor de l’action, mais deviennent des éléments mêmes de l’univers romanesque. [...] Cette énorme pâte humaine et naturelle, Llosa la saisit à pleins mots, la façonne, l’agence, sans lui faire perdre sa force primordiale, son impact d’existence directement puisée aux sources de la réalité. La narration même, dynamique, extraordinairement colorée, fait intervenir différents registres de l’écriture : Llosa enchevêtre les tons et les rythmes avec une virtuosité qui se manifeste également dans la souplesse avec laquelle est traitée la dimension temporelle. »[7]
- Pour Bernard Sesé[8] : « Cette composition pour ainsi dire polyphonique permet au romancier de restituer, dans un vaste tableau composite et vivant, un autre aspect de la société péruvienne. Le rythme de la narration est admirable, ainsi que le jaillissement de l'invention et de la description : c'est d'un monde total que l'on veut rendre compte. [...] Vargas Llosa analyse sans réticence et sans complaisance la réalité contemporaine. Un souci de l'information directe et personnelle, la connaissance immédiate des lieux et des êtres, la rigueur de l'enquête sociologique sont les fondements de la fiction romanesque de cet écrivain. [...] En ce sens, il prolonge et transpose dans le domaine hispano-américain la tradition des grands romanciers français, principalement Balzac et Flaubert dont lui-même, d'ailleurs, se réclame. »[9]

## Prix
En 1967, La Maison verte a obtenu :
- le prix Rómulo Gallegos,
- et le prix espagnol de la critique.

### Éditions
- Édition originale : La Casa verde, Editorial Seix Barral, Barcelone, 1965.
- Édition française : La Maison verte, trad. Bernard Lesfargues, Gallimard, 1969.